# 美濃区

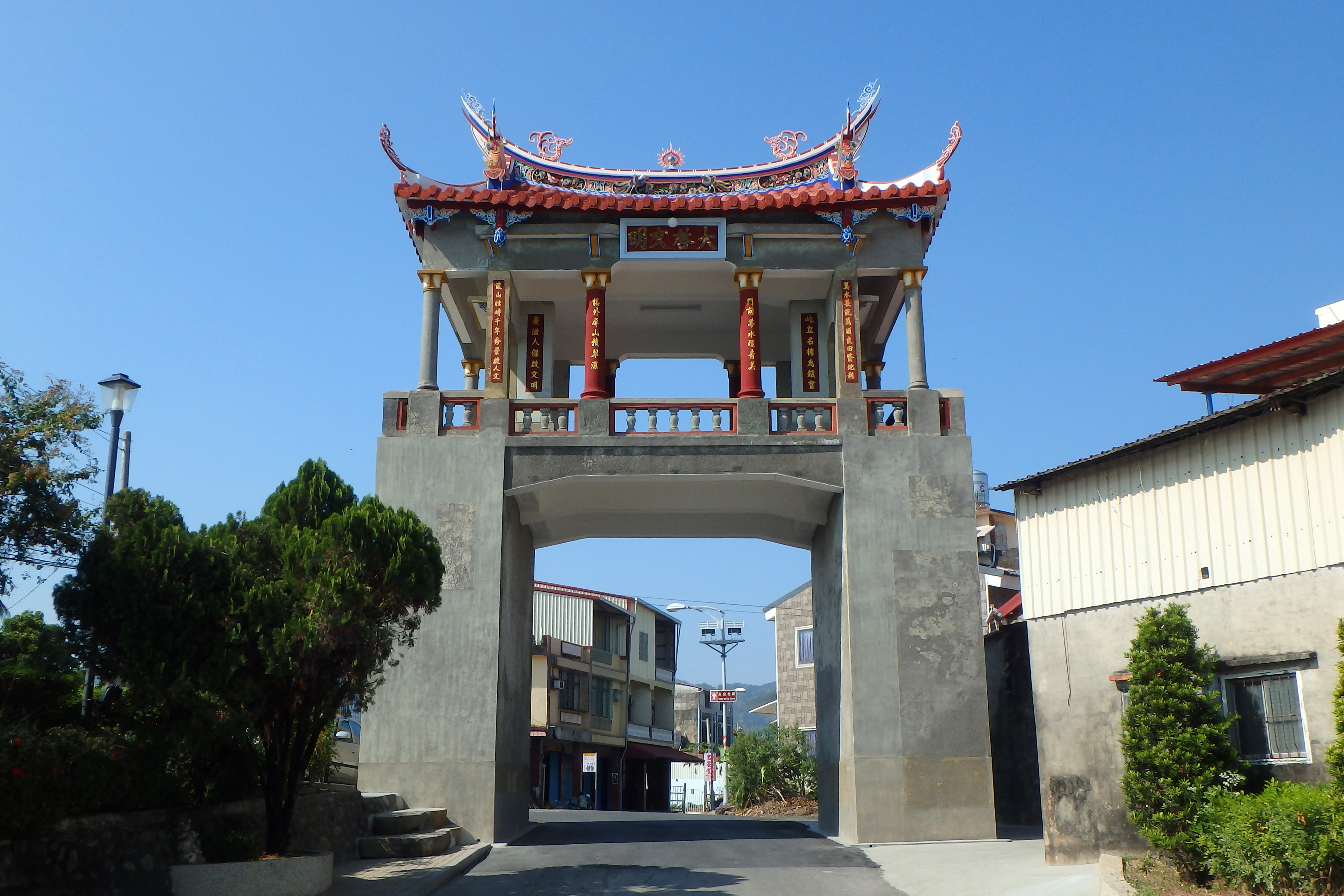
瀰濃東門楼

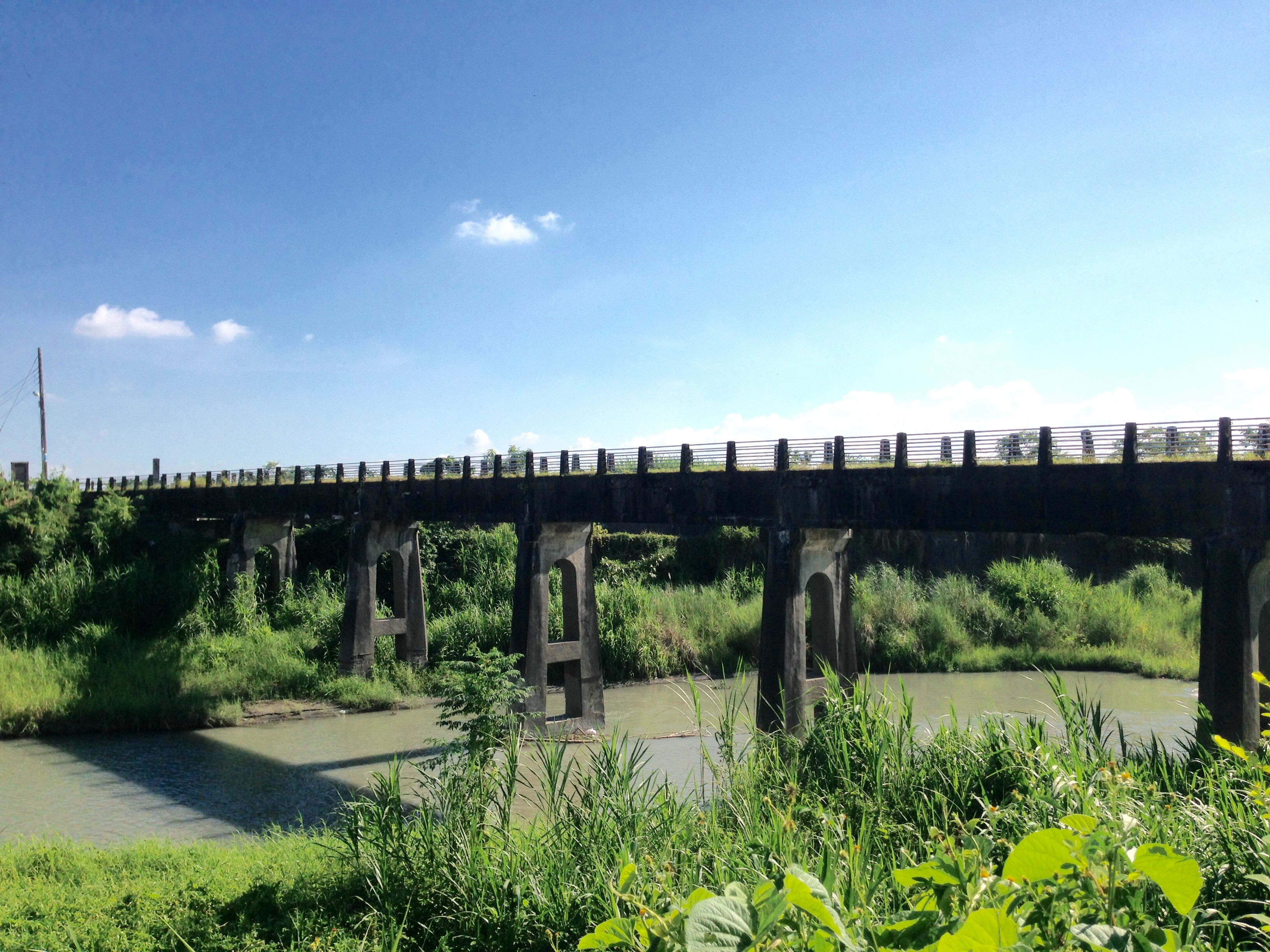
美濃渓に架かる美濃水橋

美濃区（メイノン/みのう-く）は、高雄市の市轄区。

## 地理
美濃区は高雄市中部の丘陵地帯に位置し、県東端の荖濃渓の源流地であり、荖濃渓とその支流である美濃渓が区内を貫いている。熱帯気候区に位置するため高温多湿であり、年間平均気温は23℃、年間降水量は1,500から2,000mmに達し、丘陵及び山河口では2,000mm以上となっている。年間最低気温は21.6℃、最高気温は28.4℃となっている。

### 行政区画
| 地区 | 里                                                     |
| ---- | ------------------------------------------------------ |
| 美濃 | 福安里、合和里、中圳里、東門里、泰安里、瀰濃里         |
| 南隆 | 禄興里、中壇里、徳興里、清水里、吉洋里、吉和里、吉東里 |
| 龍広 | 龍山里、獅山里、龍肚里、広徳里、興隆里、広林里         |

## 歴史
1736年(乾隆元年)、広東省嘉応州出身の林豊山と弟の林桂山ら40数家族が移住、開墾して村を建設し、瀰濃荘と称した。瀰濃は原住民の民族名である、または、原住民語でサツマイモを指すなどの説があるが、定かでない。
「瀰濃」の音が日本語の美濃に似ていることから、日本統治時代に改称された。
台湾の中華民国への編入後は高雄県美濃鎮とだったが、2010年12月25日に高雄県が高雄市に編入され、美濃区となった。 2016年2月6日に発生し死者117人を出した地震（台湾南部地震）はこの付近を震源とする。
近隣の六亀区、杉林区と同様に、六堆と称される住民の多くが客家人の地区の中心に当たり、高雄市街地の主要な住民がホーロー人であるのとは異なる。

## 政治

### 行政

#### 区長
歴代首長
| 区分 | 代 | 氏名 | 着任日/退任日 |
| ---- | -- | ---- | ------------- |

## 対外関係

### 姉妹都市･提携都市

#### 国外
提携都市
- 美濃市（日本国 中部地方 岐阜県）
2012年（平成24年）11月29日 友好都市提携

## 経済
特産品にタバコの葉、マンゴー、手漉き紙、紙の傘（唐傘）などの工芸品がある。米どころとしても有名。
鎮内の多くの飲食店は客家料理を売り物として提供している。とりわけ、「粄條」（バンティアオ）といううるち米で作るライスヌードルの一種(太いビーフン)が名物として台湾では著名である。ほかには当地で「野蓮」と呼ばれるタイワンガガブタの炒め物や、トウガン、キャベツなどの煮込み料理が名物となっている。
ダム建設反対運動が起きたことで、社会活動家には有名な町となっている。

## 教育

### 技術学院
- 高美医護管理専校

### 高級職業学校
私立
- 私立旗美高級商工職業学校

### 国民中学
市立
- 高雄市立美濃国民中学
- 高雄市立南隆国民中学
- 高雄市立龍肚国民中学

## 交通
| 種別 | 路線名称  | その他   |
| ---- | --------- | -------- |
| 省道 | 台3線     |          |
| 省道 | 台28線    | 旗六公路 |
| 市道 | 市道181号 |          |

高雄市街から六亀、宝来温泉方面に向かう高雄客運バスが美濃を経由している。およそ1本おきのバスが高雄との途中で台湾高速鉄道左営駅を経由する。台南、鳳山などからは、通常旗山で乗り換えでのアクセスとなる。

## 観光

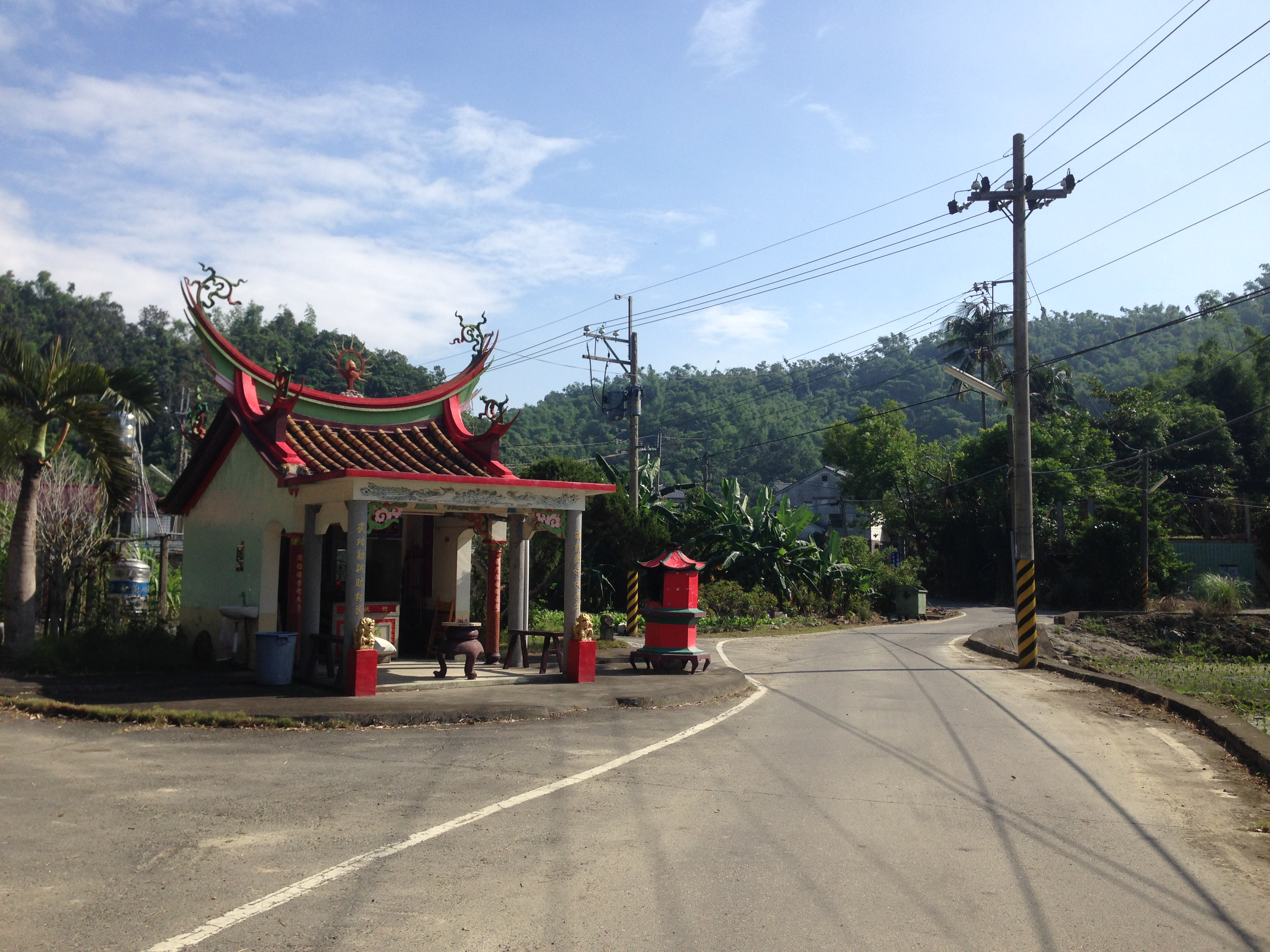
龍蘭窩威武祠

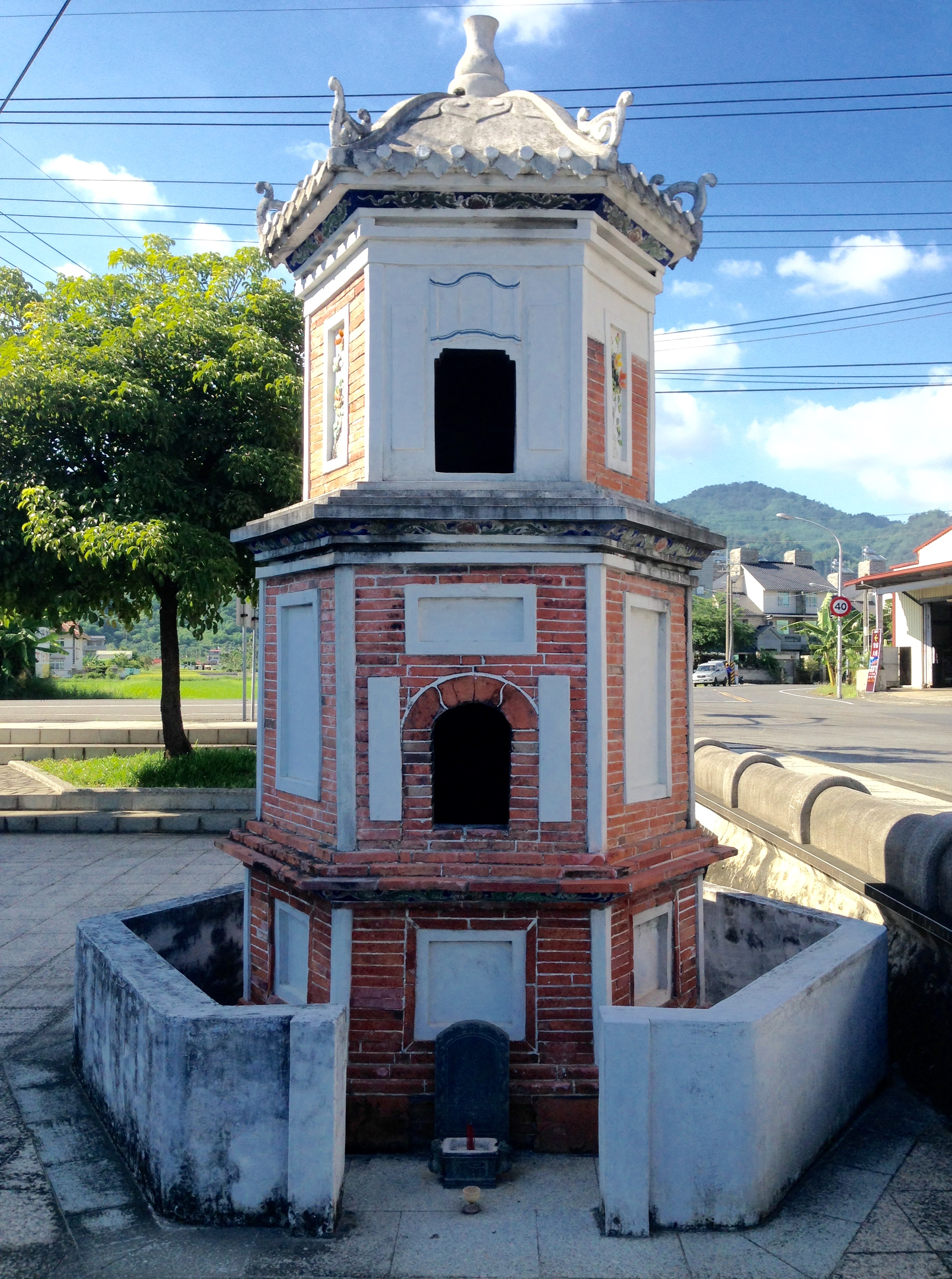
瀰濃荘敬字亭

### 観光スポット
- 美濃湖（中国語版） - 原名は中圳埤。用水池と周辺のマンゴー畑
- 竹仔門電廠（中国語版） - 国定古蹟となっている歴史のある発電所
- 月光山隧道
- 双渓母樹林
- 黄蝶翠谷（中国語版）
- 鍾理和紀念館（中国語版） - 文学者鍾理和（中国語版）に関する展示
- 美濃客家文物館（英語版）
- 徳勝公壇
- 瀰濃東門楼（中国語版）
- 林春雨門楼
- 菸楼 - 農家のタバコの葉の乾燥施設
- 敬字亭
- 広善堂
- 高雄農場（中国語版）
- 美濃民俗村 - 特産品、みやげ物の販売や食堂など
- 美濃脚踏車道（サイクリングコース） - バスターミナル付近や民宿などにレンタサイクルがある。
- 輔天五穀宮
- 旧美濃橋

## 出身･関連著名人
- 鍾理和（中国語版） - 文学者。
- 交工楽隊（中国語版） - ダム建設反対運動を背景に、1999年から2003年にかけて活動したバンド。メンバーは地元の林生祥、陳冠宇、鍾成達、郭進財、鍾永豊。
- 重光孝治（劉壇祥）- 味千ラーメン創業者。